# Consoante palatal
Uma consoante palatal ou dorsopalatal é uma consoante articulada com a língua elevada contra ou em direção ao palato duro.

Articulação da consoante palatal

## Presença nas línguas
A consoante palatal mais recorrente entre as línguas naturais é a consoante aproximante [j], que também está entre os dez sons (fones) mais presentes nas línguas ao redor do mundo. Além dela, a consoante nasal [ɲ] é também muito comum.
|                     | Palatal | Exemplos            |
| Nasal               | ɲ       | manhã (português)   |
| Oclusiva            | c       | qui (francês)       |
| Oclusiva            | ɟ       | gyám (húngaro)      |
| Fricativa           | ç       | vlahi (romeno)      |
| Fricativa           | ʝ       | desayuno (espanhol) |
| Aproximante         | j       | ioiô (português)    |
| Aproximante lateral | ʎ       | olho (português)    |

Outros exemplos de consoantes palatais são o som "ch" da língua alemã em ich e o som "gn" do francês em agneau .